# ルイビル・カーネルズ

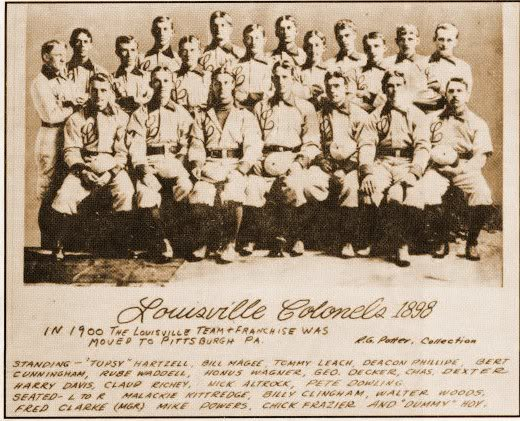
ルイビル・カーネルズ(1898年)

ルイビル・カーネルズ（Louisville Colonels）は、1882年から1899年にかけて、ケンタッキー州ルイビルを本拠地としてアメリカン・アソシエーションとナショナルリーグに加盟していたプロ野球チーム。

## 球団史
1882年にアメリカン・アソシエーションが創設されたのに合わせてチームが結成された。最初の2年は「ルイビル・エクリプス」と名乗り、1884年から「ルイビル・カーネルズ」を名乗るようになる。1年目はピート・ブラウニングが打率.378でリーグの首位打者になるなど活躍、チームはリーグ2位の成績を収める。1884年には主力投手だったガイ・ヘッカーがシーズン52勝、最優秀防御率と最多奪三振の投手三冠の活躍をするなどしたが、チームは優勝には手が届かなかった。
1889年シーズンは投手陣が不調で、シーズン中にメジャーリーグ歴代最長連敗記録となる26連敗を喫するなど低迷し、27勝111敗という成績に終わった。しかし翌1890年、プレイヤーズ・リーグ創設に伴って各チームの主力選手が大量に新リーグに移籍して相手チームの戦力が大きく落ちたことが幸いし、カーネルズは初めてのリーグ優勝を果たす。しかしプレイヤーズ・リーグが1年で解体すると、チームの成績も再び低迷するようになった。
1892年以降はナショナルリーグに参加したが、1894年から3年連続最下位となるなど低迷が続いた。1899年、カーネルズの球団オーナーとなったバーニー・ドレイファスは、ピッツバーグ・パイレーツの株式を買いカーネルズの主力選手をパイレーツに移籍させる。ドレイファス自身は当初パイレーツとカーネルズの運営の掛け持ちをしようとしたが、同年本拠地だったエクリプス・パークが火災で焼失し、カーネルズは活動ができなくなってパイレーツに吸収された（同年解散とする資料もある）。
メジャー開幕21試合で得失点差がマイナス3桁(-106)になるワースト4位記録を保持していることでも知られている。

## 戦績
| 年度   | リーグ | 試合 | 勝利 | 敗戦 | 勝率 | 順位 | 監督                                                                            | 本拠地          |
| ------ | ------ | ---- | ---- | ---- | ---- | ---- | ------------------------------------------------------------------------------- | --------------- |
| 1882年 | AA     | 80   | 42   | 38   | .525 | 2位  | デニー・マック                                                                  | Eclipse Park I  |
| 1883年 | AA     | 98   | 52   | 45   | .536 | 5位  | ジョー・ガーハート                                                              | Eclipse Park I  |
| 1884年 | AA     | 110  | 68   | 40   | .630 | 3位  | マイク・ウォルシュ                                                              | Eclipse Park I  |
| 1885年 | AA     | 112  | 53   | 59   | .473 | 6位  | ジム・ハート                                                                    | Eclipse Park I  |
| 1886年 | AA     | 138  | 66   | 70   | .485 | 4位  | ジム・ハート                                                                    | Eclipse Park I  |
| 1887年 | AA     | 139  | 76   | 60   | .559 | 4位  | キック・ケリー                                                                  | Eclipse Park I  |
| 1888年 | AA     | 139  | 48   | 87   | .356 | 7位  | キック・ケリー モーデカイ・デビッドソン ジョン・ケリンズ                        | Eclipse Park I  |
| 1889年 | AA     | 140  | 27   | 111  | .196 | 8位  | デュード・エスターブルック チキン・ウルフ ダン・シャノン ジャック・チャップマン | Eclipse Park I  |
| 1890年 | AA     | 136  | 88   | 44   | .667 | 1位  | ジャック・チャップマン                                                          | Eclipse Park I  |
| 1891年 | AA     | 139  | 54   | 83   | .394 | 8位  | ジャック・チャップマン                                                          | Eclipse Park I  |
| 1892年 | NL     | 154  | 63   | 89   | .414 | 9位  | ジャック・チャップマン フレッド・フェファー                                     | Eclipse Park I  |
| 1893年 | NL     | 126  | 50   | 75   | .400 | 11位 | ビリー・バーニー                                                                | Eclipse Park II |
| 1894年 | NL     | 131  | 36   | 94   | .277 | 12位 | ビリー・バーニー                                                                | Eclipse Park II |
| 1895年 | NL     | 133  | 35   | 96   | .267 | 12位 | ジョン・マクロスキー                                                            | Eclipse Park II |
| 1896年 | NL     | 134  | 38   | 93   | .290 | 12位 | ジョン・マクロスキー ビル・マクガニグル                                         | Eclipse Park II |
| 1897年 | NL     | 136  | 52   | 78   | .400 | 11位 | ジム・ロジャース フレッド・クラーク                                             | Eclipse Park II |
| 1898年 | NL     | 154  | 70   | 81   | .464 | 9位  | フレッド・クラーク                                                              | Eclipse Park II |
| 1899年 | NL     | 156  | 75   | 77   | .493 | 9位  | フレッド・クラーク                                                              | Eclipse Park II |

## 所属した主な選手
投手
- トード・ラムジー：1887年にリーグ最多奪三振。前年1886年には、シーズン499奪三振を記録している。
- ガイ・ヘッカー：1884年に52勝20敗、防御率1.80、385奪三振で投手部門三冠を獲得した。
- ルーブ・ワッデル：後にアメリカ野球殿堂入り。

野手
- ピート・ブラウニング：外野手。1882年ルイビルでデビュー、首位打者3回、最多安打1回を記録。
- フレッド・クラーク：兼任監督。1945年にアメリカ野球殿堂入り。1901年からパイレーツをリーグ3連覇に導いた。
- チキン・ウルフ：本名ウィリアム・ファン・ウィンクル・ウルフ。外野手。1890年に首位打者と最多安打を記録。
- ホーナス・ワグナー：後にアメリカ野球殿堂入り。
- ヒューイー・ジェニングス：後にアメリカ野球殿堂入り。

## 主な球団記録
球団記録
- アメリカン・アソシエーション優勝：1回（1890年）
- メジャーリーグ歴代最長連敗記録：26連敗（1889年）[1]

打撃記録
- 通算安打数：1438（チキン・ウルフ）
- 通算本塁打：34（ピート・ブラウニング、フレッド・クラーク）
- 通算打点数：592（チキン・ウルフ）
- 通算盗塁数：245（フレッド・クラーク）
- サイクル安打：1886年8月8日、1889年6月7日（ピート・ブラウニング）

投手記録
- 通算勝利数：173（ガイ・ヘッカー）
- 通算奪三振：1225（トード・ラムジー）
- 無安打試合
  - 1882年9月11日（トニー・マレーン）
  - 1882年9月19日（ガイ・ヘッカー）
  - 1892年8月22日（ベン・サンダース）
  - 1899年5月25日（ディーコン・フィリップ）